# Parrocchie civili del Bedfordshire
Questa è una lista delle parrocchie civili del Bedfordshire, Inghilterra.

## Bedford
Bedford non è coperta da parrocchie.
- Biddenham
- Bletsoe
- Bolnhurst and Keysoe
- Brickhill (2004)
- Bromham
- Cardington
- Carlton with Chellington
- Clapham
- Colmworth
- Cople
- Dean and Shelton
- Eastcotts
- Elstow
- Felmersham and Radwell
- Great Barford
- Great Denham [1]
- Harrold
- Kempston Rural
- Kempston (town)
- Knotting and Souldrop
- Little Barford
- Little Staughton
- Melchbourne and Yieldon
- Milton Ernest
- Oakley
- Odell
- Pavenham
- Pertenhall
- Podington
- Ravensden
- Renhold
- Riseley
- Roxton
- Sharnbrook
- Stagsden
- Staploe and Duloe
- Stevington
- Stewartby
- Swineshead
- Thurleigh
- Turvey
- Wilden
- Willington
- Wilstead
- Wootton
- Wyboston (Chawston and Colesden) [1]
- Wymington

## Luton
Luton non è coperta da parrocchie.

## Mid Bedfordshire
L'intero distretto è coperto da parrocchie.
- Ampthill (town)
- Arlesey (town)
- Aspley Guise
- Aspley Heath
- Astwick
- Battlesden
- Biggleswade (town)
- Blunham
- Brogborough
- Campton and Chicksands
- Clifton
- Clophill
- Cranfield
- Dunton
- Edworth
- Eversholt
- Everton
- Eyeworth
- Flitton and Greenfield
- Flitwick (town)
- Gravenhurst
- Harlington
- Haynes
- Henlow
- Houghton Conquest
- Hulcote and Salford
- Husborne Crawley
- Langford
- Lidlington
- Marston Moretaine
- Maulden
- Meppershall
- Millbrook
- Milton Bryan
- Moggerhanger
- Northill
- Old Warden
- Potsgrove
- Potton (town)
- Pulloxhill
- Ridgmont
- Sandy (town)
- Shefford (town)
- Shillington
- Silsoe
- Southill
- Steppingley
- Stondon
- Stotfold (town)
- Sutton
- Tempsford
- Tingrith
- Westoning
- Woburn
- Wrestlingworth and Cockayne Hatley

## South Bedfordshire
L'intero distretto è coperto da parrocchie.
- Barton-le-Clay
- Billington
- Caddington
- Chalgrave
- Chalton  (2000)
- Dunstable (town)
- Eaton Bray
- Eggington
- Heath and Reach
- Hockliffe
- Houghton Regis (town)
- Hyde
- Kensworth
- Leighton-Linslade (town)
- Slip End  (2001)
- Stanbridge
- Streatley
- Studham
- Sundon
- Tilsworth
- Toddington
- Totternhoe
- Whipsnade